# Риу-да-Консейсан

Риу-да-Консейсан на карте штата.

Риу-да-Консейсан (порт. Rio da Conceição) — муниципалитет в Бразилии, входит в штат Токантинс. Составная часть мезорегиона Восточный Токантинс. Входит в экономико-статистический микрорегион Дианополис. Население составляет  1 714 человек на 2010 год. Занимает площадь 787,116 км². Плотность населения — 2,18 чел./км².

## Демография
Согласно сведениям, собранным в ходе переписи 2010 г. Национальным институтом географии и статистики (IBGE), население муниципалитета составляет:
| Полное население                               | Полное население                               | Полное население                               | Полное население                               | 1 714 |
| ---------------------------------------------- | ---------------------------------------------- | ---------------------------------------------- | ---------------------------------------------- | ----- |
| в том числе:                                   | Городское население                            | 1 574                                          | Процент городского населения, %                | 91,83 |
|                                                | Сельское население                             | 140                                            | Процент сельского населения, %                 | 8,17  |
|                                                | Мужское население                              | 886                                            | Процент мужского населения, %                  | 51,69 |
|                                                | Женское население                              | 828                                            | Процент женского населения, %                  | 48,31 |
| Плотность населения, чел/км²                   | Плотность населения, чел/км²                   | Плотность населения, чел/км²                   | Плотность населения, чел/км²                   | 2,18  |
| Население муниципалитета в % к населению штата | Население муниципалитета в % к населению штата | Население муниципалитета в % к населению штата | Население муниципалитета в % к населению штата | 0,12  |

По данным оценки 2016 года население муниципалитета составляет 1 980 жителей.

## Статистика
- Валовой внутренний продукт на 2003 составляет 6.333.577,00 реалов (данные: Бразильский институт географии и статистики).
- Валовой внутренний продукт на душу населения на 2003 составляет 4.609,59 реалов (данные: Бразильский институт географии и статистики).
- Индекс развития человеческого потенциала на 2000 составляет 0,634 (данные: Программа развития ООН).

## Важнейшие населенные пункты
| № | Населённый пункт | Населённый пункт (порт.) | Категория | Население чел. (2010) | На карте                        |
| - | ---------------- | ------------------------ | --------- | --------------------- | ------------------------------- |
| 1 | Риу-да-Консейсан | Rio da Conceição         | город     | 1 574                 | 11°23′53″ ю. ш. 46°53′01″ з. д. |